# Dahl TV
Dahl TV is een Nederlands productiebedrijf van televisieprogramma's. Het is in 2002 opgericht door journalist en televisie- en radioprogrammamaker Maurice Dekkers. Het is gevestigd in Amsterdam. Tot 2010 was het een zelfstandig bedrijf, daarna werd het onderdeel van BlazHoffski. De leiding is sinds 2016 in handen van Maarten Remmers.

## Programma's
Dahl TV produceert voornamelijk consumententelevisieprogramma's. Het bekendste is Keuringsdienst van Waarde dat sinds 2003 wordt geproduceerd. Het bedrijf produceerde ook De Rekenkamer, Klootwijk aan Zee en Broodje Gezond. In samenwerking met Bright (tijdschrift) en de VPRO maakten ze in 2007 In de ban van het Ding.